# Davide Pacchiardo
Davide Pacchiardo (né le 30 mai 1990 à Turin) est un coureur cycliste italien.

## Biographie
Il met un terme à sa carrière de coureur à l'issue de la saison 2017.

## Palmarès et résultats

### Par année
- 2008
  - Coppa Valle Grana
- 2010
  - 3e du Circuito Castelnovese
- 2013
  - 3e du Mémorial Angelo Fumagalli
- 2014
  -  Champion d'Italie élites sans contrat (Coppa Bologna)
  - Milan-Tortone
  - Classement général du Giro delle Valli Cuneesi
  - 2e de Firenze-Mare
  - 3e du Mémorial Gianni Biz
  - 3e de Cirié-Pian della Mussa
  - 3e du Trophée international Bastianelli
- 2015
  - Freccia dei Vini
  - Cirié-Pian della Mussa
  - 2e du Mémorial Daniele Tortoli
  - 3e du Trophée MP Filtri
  - 3e de la Coppa Messapica
- 2017
  - 5e étape du Tour d'Albanie

### Classements mondiaux
| Année           | 2014 | 2015 | 2016 | 2017 |
| --------------- | ---- | ---- | ---- | ---- |
| UCI Europe Tour | 560e | 585e | 859e | 888e |